# Theodor Wolff (Politiker, 1867)
Theodor Wolff (* 6. November 1867 in Schönbronn; † 22. Juni 1927 in Stuttgart) war ein deutscher Redakteur und Mitglied des Deutschen Reichstags.

## Leben
Wolff besuchte bis 1879 die Volksschule, bis 1881 die Lateinschule und von 1881 bis 1885 die theologischen Seminarien Maulbronn und Blaubeuren. Danach besuchte er bis 1889 die Tübinger Hochschule (Stift), wo er sich neben dem beruflichen Studium von Philosophie und Theologie auch mit geschichtlichen und nationalökonomischen Studien beschäftigte. 1889 promovierte er zum Dr. phil. mit der Schrift: Die Bauernkreuzzüge des Jahres 1096. Im evangelischen Kirchendienst war er von 1890 bis 1899, dann ab 1. August 1899 Redakteur der Deutschen Reichspost in Stuttgart. Ab 1902 war er hauptsächlich für den Bund der Landwirte tätig.
Von 1903 bis 1907 war er Mitglied des Deutschen Reichstags für den Wahlkreis Württemberg 3 (Heilbronn, Besigheim, Brackenheim, Neckarsulm). Im Reichstag schloss er sich der Fraktion des Bundes der Landwirte an.
Ab 1906 bis zum Ende der Monarchie 1918 war er Mitglied in der Zweiten Kammer der Württembergischen Landstände und vertrat den Wahlkreis Marbach. Von 1919 bis 1920 besaß er ein Mandat in der Verfassunggebenden Landesversammlung für den Württembergischen Bauern- und Weingärtnerbund (WBWB). Von 1920 bis zu seinem Tod gehörte er erneut dem Landtag in Stuttgart  an.